# Jesús de Aragón
Jesús de Aragón y Soldado (Valsaín, San Ildefonso, Segovia, 18 de marzo de 1893 - Madrid, 19 de abril de 1973) fue un traductor, economista, escritor y profesor español.

## Biografía
Cursó estudios de ingeniero de ferrocarriles. Tras ser director financiero de  Gas Madrid, organizó el departamento de contabilidad de la editorial Aguilar, y publicó varias tratados de contabilidad, algunos de los cuales fueron prestigiosos libros de texto en la materia durante muchos años.
En 1924 fue contratado para terminar la obra  La torre de los siete jorobados, de Emilio Carrere. A partir de ese momento inició su carrera como autor de ciencia ficción y misterio, y fue llamado "el Julio Verne español". Algunas de sus obras fueron publicadas en francés y en húngaro. Usó los pseudónimos de Capitán Sirius y J. de Nogara.

## Obras por orden cronológico
- 1924: Cuarenta mil kilómetros a bordo del aeroplano "Fantasma".
- 1924: Viaje al fondo del océano.
- 1929: Los piratas del aire.
- 1929: Una extraña aventura de amor en la luna.
- 1929: Nuevos sistemas de partida doble.
- 1929: La ciudad sepultada.
- 1930: El continente aéreo.
- 1931: La sombra blanca de Casarás.
- 1931: De noche sobre la ciudad prohibida.
- 1933: La destrucción de la Atlántida.
- 1933: Los caballeros de la montaña.
- 1933: El demonio del Cáucaso.
- 1934: Los cuatro mosqueteros del Zar.
- 1934: Crepúsculo en la noche roja (continuación de Los cuatro mosqueteros del Zar).
- 1941: Contabilidad de los comerciantes y empresas individuales.
- 1942: Enciclopedia moderna de contabilidad.
- 1959: Enciclopedia de administración, contabilidad y organización de empresas (junto con sus hijos Jesús y Enrique).
- 1964: Tratado de contabilidad analítica: Teoría y práctica de los costes standard, adaptación a los sistemas de contabilidad español y americano (junto con sus hijos Jesús y Enrique).